# Fodby Sogn
Fodby Sogn 

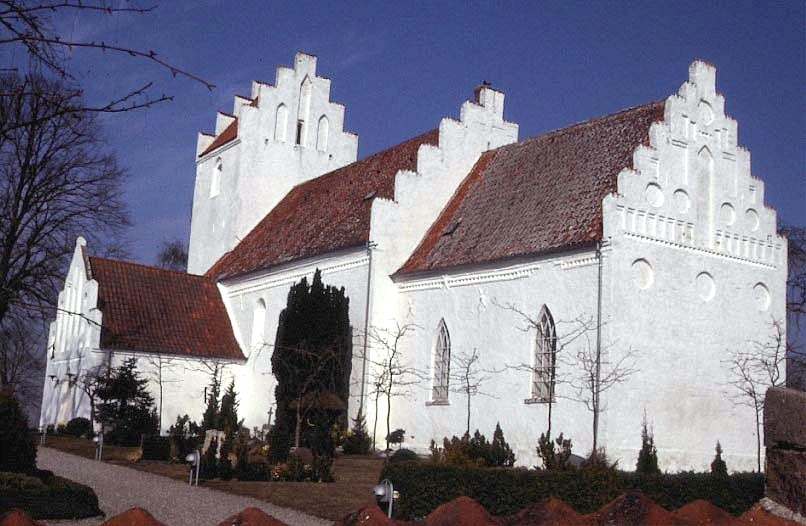
Fodby Kirke

ist eine Kirchspielsgemeinde (dän.: Sogn)
auf der Insel Sjælland im südlichen Dänemark.
Bis 1970 gehörte sie zur Harde Øster Flakkebjerg Herred im damaligen Sorø Amt, danach zur Næstved Kommune im Storstrøms Amt, die im Zuge der  Kommunalreform zum 1. Januar 2007 in der „neuen“ Næstved Kommune in der Region Sjælland aufgegangen ist.
Im Kirchspiel leben 729 Einwohner (Stand: 1. Januar 2023).
Im Kirchspiel liegt die Kirche „Fodby Kirke“.
Nachbargemeinden sind im Nordosten Herlufsholm Sogn, im Osten Sankt Peders Sogn, im Südosten Sankt Mortens Sogn, im Südwesten Karrebæk Sogn und im Nordwesten Vallensved Sogn.